# Trophée mondial de course en montagne 1994
Navigation
1993 1995
Le Trophée mondial de course en montagne 1994 est une compétition de course en montagne qui s'est déroulée le 4 septembre 1994 à Berchtesgaden en Bavière en Allemagne. Il s'agit de la dixième édition de l'épreuve.

## Résultats
Le parcours junior masculin mesure 7,34 km pour 685 m de dénivelé. Annoncé comme favori, le Tchèque Martin Skalský peine à convaincre. Il doit se contenter de la troisième marche du podium, doublé par le Slovaque Martin Bajčičák ainsi que par son coéquipier Lubomir Pokorný,.
La course senior féminine se déroule sur le même parcours que celui des juniors. Les deux favorites Gudrun Pflüger et Isabelle Guillot se détachent en tête et se livrent un duel pour le titre. Menant la course en première partie, l'Autrichienne ne parvient pas à distancer la Française. Accélérant en deuxième partie de course, Gudrun parvient à creuser l'écart et remporte son troisième titre. La jeune Dita Hebelková complète le podium en battant l'Italienne Nives Curti. Avec trois coureuses dans le top 10, la France s'impose au classement par équipes devant l'Autriche et l'Italie,.
Le tracé de la course senior masculine mesure 13,07 km pour 1 200 m de dénivelé. L'Autrichien Helmut Schmuck effectue une course tactique et prend un départ prudent, laissant ses adversaires dicter le rythme. L'Italien Antonio Molinari prend le commandement mais voit Helmut remonter sur lui en fin de course. Accélérant, l'Autrichien parvient à doubler Antonio pour s'emparer de son deuxième titre. Menacé également par le Tchèque Ladislav Raim, Antonio résiste et décroche de justesse la médaille d'argent, quatre secondes devant le Tchèque. L'Italie remporte le classement par équipes devant la France et l'Allemagne.

### Seniors

#### Courses individuelles
| Rang               | Athlète          | Pays               | Temps          |
| ------------------ | ---------------- | ------------------ | -------------- |
| Médaille d'or      | Helmut Schmuck   | Autriche           | 1 h 1 min 2 s  |
| Médaille d'argent  | Antonio Molinari | Italie             | 1 h 1 min 36 s |
| Médaille de bronze | Ladislav Raim    | République tchèque | 1 h 1 min 40 s |
| 4                  | Jaime Mendes     | France             | 1 h 2 min 15 s |
| 5                  | Galdino Pilot    | Italie             | 1 h 2 min 20 s |
| 6                  | Robert Petro     | Slovaquie          | 1 h 2 min 22 s |
| 7                  | Michael Scheytt  | Allemagne          | 1 h 2 min 31 s |
| 8                  | Robert Quinn     | Écosse             | 1 h 2 min 33 s |

| Rang               | Athlète          | Pays               | Temps       |
| ------------------ | ---------------- | ------------------ | ----------- |
| Médaille d'or      | Gudrun Pflüger   | Autriche           | 39 min 31 s |
| Médaille d'argent  | Isabelle Guillot | France             | 40 min 12 s |
| Médaille de bronze | Dita Hebelková   | République tchèque | 41 min 18 s |
| 4                  | Nives Curti      | Italie             | 41 min 28 s |
| 5                  | Evelyne Mura     | France             | 41 min 32 s |
| 6                  | Els Peiren       | Belgique           | 41 min 56 s |
| 7                  | Carolina Reiber  | Suisse             | 42 min 16 s |
| 8                  | Odile Lévêque    | France             | 42 min 20 s |

#### Courses par équipes
| Rang               | Pays | Points |
| ------------------ | --- | ------ |
| Médaille d'or      | Italie Antonio Molinari (2e) Galdino Pilot (5e) Costantino Bertolla (12e) Claudio Amati (18e) Andrea Agostini (27e) Roberto Barbi (37e) | 37     |
| Médaille d'argent  | France Jaime Mendes (4e) Aziz Nih (11e) Jean-Paul Payet (13e) Sylvain Richard (25e) Éric Lacroix (33e) Jean-Marie Gehin (45e)           | 53     |
| Médaille de bronze | Allemagne Michael Scheytt (7e) Jörg Leipner (14e) Dieter Ranftl (16e) Martin Sambale (22e) Kurt König (52e) Philipp Kehl (57e)          | 59     |

| Rang               | Pays                                                                                             | Points |
| ------------------ | ------------------------------------------------------------------------------------------------ | ------ |
| Médaille d'or      | France Isabelle Guillot (2e) Evelyne Mura (5e) Odile Lévêque (8e) Stéphanie Manel (12e)          | 15     |
| Médaille d'argent  | Autriche Gudrun Pflüger (1re) Elisabeth Rust (10e) Elisabeth Singer (20e)                        | 31     |
| Médaille de bronze | Italie Nives Curti (4e) Maria Grazia Roberti (14e) Antonella Molinari (17e) Mirella Cabodi (36e) | 35     |

### Juniors

#### Courses individuelles
| Rang               | Athlète         | Pays               | Temps       |
| ------------------ | --------------- | ------------------ | ----------- |
| Médaille d'or      | Martin Bajčičák | Slovaquie          | 35 min 59 s |
| Médaille d'argent  | Lubomír Pokorný | République tchèque | 36 min 34 s |
| Médaille de bronze | Roman Skalský   | République tchèque | 36 min 41 s |

#### Courses par équipes
| Rang               | Pays                                                                                               | Points |
| ------------------ | -------------------------------------------------------------------------------------------------- | ------ |
| Médaille d'or      | République tchèque Lubomír Pokorný (2e) Roman Skalský (3e) Lubomir Dryják (13e) Petr Vymazal (40e) | 18     |
| Médaille d'argent  | Italie Maurizio Bonetti (7e) Rudy Golino (10e) Alessio Rinaldi (14e) Fabrizio Triulzi (21e)        | 31     |
| Médaille de bronze | Suisse Patrick Hartmann (4e) Daniel Rohr (15e) Beat Blättler (17e) Stefan Meister (20e)            | 36     |